# Tiger Rag
Tiger Rag – ragtime nagrany po raz pierwszy w r. 1917 przez Original Dixieland Jass Band, choć melodia znana była najpewniej wcześniej. Wykonywali ją m.in. Louis Armstrong, Duke Ellington, Benny Goodman i Frank Sinatra. Utwór pojawił się również w wielu filmach.
Pierwsze nagranie przeszło szerzej niezauważone, jednak druga wersja, nagrana 25 marca 1918, okazała się ogromnym przebojem i odtąd datuje się jej późniejsza popularność.